# Canton de Saint-Gaultier
Le canton de Saint-Gaultier est une circonscription électorale française située dans le département de l'Indre, en région Centre-Val de Loire.
À la suite du redécoupage cantonal de 2014, les limites territoriales du canton sont remaniées. Le nombre de communes du canton passe de 8 à 34.

## Histoire
Le canton fut créé le 15 février 1790. En 1801,, une modification est intervenue.
Le décret du 18 février 2014, divise par deux le nombre de cantons dans l'Indre. La mise en application a été effective aux élections départementales de mars 2015.
Le canton de Saint-Gaultier est conservé et s'agrandit grâce à la fusion avec les cantons de Bélâbre et de Saint-Benoît-du-Sault. Il passe de 8 à 34 communes. Le bureau centralisateur est situé à Saint-Gaultier.
Lors de ce même décret, les communes de Luant et La Pérouille dépendaient avant du canton d'Ardentes et les communes  de Neuillay-les-Bois et Vendœuvres dépendait avant du canton de Buzançais. Elles sont a présent rattachées à celui de Saint-Gaultier.

## Géographie
Ce canton est organisé autour de la commune de Saint-Gaultier. Il est inclus dans les arrondissements du Blanc (29 communes) et de Châteauroux (5 communes), et se situe du centre au sud-ouest du département.
Son altitude varie de 82 m (Saint-Hilaire-sur-Benaize) à 344 m (Mouhet).
Le canton dépend des première (32 communes) et deuxième (2 communes) circonscriptions législatives de l'Indre.

## Représentation

### Conseillers généraux de 1833 à 2015
| Période                                  | Période   | Identité                                  | Étiquette             | Qualité |
| ---------------------------------------- | --------- | ----------------------------------------- | --------------------- | --- |
| 1833                                     | 1848      | Joseph Lescot de la Millandrie            | Opposition dynastique | Député de l'Indre (1837-1848) Juge de paix                                                                         |
| 1848                                     | 1852      | Nicolas Chamblant (1789-1858)             | ?                     | Ancien maire de Saint-Gaultier Avocat                                                                              |
| 1852                                     | 1862      | Jérôme Aristide Lescot de la Millandrie   | ?                     | Propriétaire à Saint-Gaultier                                                                                      |
| 1862                                     | 1866      | Gustave Lemoine (1808-1886)               | ?                     | Notaire Propriétaire à Saint-Gaultier                                                                              |
| 1867                                     | 1871      | Comte François Marie Taillepied de Bondy  | Centre droit          | Préfet de l'Indre Membre du Conseil d'État Député de l'Indre (1871-1876) Sénateur de l'Indre (1876-1890) Militaire |
| 1871                                     | 1872,     | Jean Grégoire (1841-1872)                 | ?                     | Propriétaire à Landes, Thenay                                                                                      |
| 1872                                     | 1883      | Gustave Pastoureau du Puynode (1817-1898) | Droite                | Haut-fonctionnaire Président du Conseil général de l'Indre Maire de Ciron                                          |
| 1883                                     | 1886,     | Claude Dalançon (1829-1886)               | Républicain           | Propriétaire à Oulches                                                                                             |
| 1886                                     | 1901      | Augustin Déribéré-Desgardes (1838-1911)   | Droite                | Avocat Vice-président de la société d'agriculture de l'Indre                                                       |
| 1901                                     | 1913      | Jules Pacton (1857-1925)                  | Radical               | Ancien Vice-Président du Tribunal de Première Instance de la Seine Propriétaire à Saint-Gaultier                   |
| 1913                                     | 1919      | Auguste-Isidore Bonargent (1855-1920)     | Radical               | Agriculteur et fabricant de chaux à Saint-Gaultier                                                                 |
| 1919                                     | 1927      | Henri Baubiet (1869-1927)                 | Républicain           | Propriétaire du château de La Romagère à Rivarennes                                                                |
| 1927                                     | 1940      | Joseph Ferron                             | Radical               | Maire de Saint-Gaultier Membre de la Commission administrative départementale en 1941 Agriculteur                  |
|                                          |           |                                           |                       | |
| 1942                                     | 1945      | Jean Goyon (1904-1998)                    |                       | Gérant des Etablissements Bonargent Adjoint au maire de Saint-Gaultier Nommé Conseiller départemental en 1942      |
|                                          |           |                                           |                       | |
| 1945                                     | 1949      | Fernand Potebon (1881-1957)               | SFIO                  | Ancien instituteur en AOF Inspecteur des écoles du Sénégal et de Côte-d'Ivoire Poète à Saint-Gaultier              |
| 1949                                     | juin 1961 | Louis Pailleron (1890-1965)               | Radical               | Maire de Saint-Gaultier Tailleur d'habits                                                                          |
| juin 1961                                | 1984      | Joseph Joly                               | SFIO puis PS          | Maire de Saint-Gaultier Pharmacien                                                                                 |
| 1984                                     | mars 2015 | Jean-Louis Simoulin,                      | PS                    | Maire de Saint-Gaultier (2008-2014) Vétérinaire, conseiller régional                                               |
| Les données manquantes sont à compléter. |           |                                           |                       | |

### Conseillers d'arrondissement (de 1833 à 1940)
Le canton de Saint-Gaultier avait deux conseillers d'arrondissement à partir de 1926.
| Période                                  | Période           | Identité                                                  | Étiquette | Qualité |
| ---------------------------------------- | ----------------- | --------------------------------------------------------- | --------- | --- |
| 1833                                     | 1834              | Jacques Peyrot des Gachons (1774-1834)                    |           | Médecin, maire de Saint-Gaultier                                                                            |
| 1834                                     | 1842              | Jacques Peyrot des Gachons (1807-1876, fils du précédent) |           | Médecin, maire de Saint-Gaultier                                                                            |
| 1842                                     | 1848              | Sylvain Henri Château (1794-1870)                         |           | Juge de paix à Saint-Gaultier                                                                               |
|                                          |                   |                                                           |           | |
|                                          | 1940              | M. Collet                                                 | Radical   | |
| 1934                                     | août 1938 (décès) | Firmin Perdriaux                                          | Radical   | Ancien adjudant du service départemental de l'éducation physique, propriétaire et boucher à Thenay          |
| octobre 1938                             | 1940              | Alexis Alexandre                                          |           | Maire de Rivarennes                                                                                         |
| 1940                                     |                   |                                                           |           | Les conseils d'arrondissement ont été suspendus par la loi du 12 octobre 1940 et n'ont jamais été réactivés |
| Les données manquantes sont à compléter. |                   |                                                           |           | |

### Conseillers départementaux à partir de 2015
| Période élective | Période élective | Mandat | Mandat   | Identité      | Nuance | Nuance | Qualité |
| ---------------- | ---------------- | ------ | -------- | ------------- | ------ | ------ | --- |
| 2015             | 2021             | 2015   | 2021     | Gérard Mayaud |        | UDI    | Vice-président du conseil départemental de l'Indre Maire de Chaillac (1977-2020) Ancien conseiller général du Canton de Saint-Benoit-du-Sault (1982-2015) Retraité de l'Éducation Nationale |
| 2015             | 2021             | 2015   | 2021     | Lydie Lacou   |        | LR     | Adjointe au maire de Thenay Retraitée |
| 2021             | 2028             | 2021   | en cours | Lydie Lacou   |        | LR     | Conseillère sortante |
| 2021             | 2028             | 2021   | en cours | Gérard Mayaud |        | UDI    | Conseiller sortant, 2e Vice-président délégué à l'Action Sociale et aux Solidarités Humaines                                                                                                |

### Résultats électoraux

#### Cantonales de 2004
Élections cantonales de 2004 : Jean-Louis Simoulin (PRG) est élu au 1er tour avec 59,64 % des suffrages exprimés, devant Jean-François Lacote (Divers droite) (23,41 %) et Philippe Fecourt (FN) (12,06 %). Le taux de participation est de 69,3 % (2 501 votants sur 3 609 inscrits).

#### Cantonales de 2011
Élections cantonales de 2011 : Jean-Louis Simoulin (PRG) est élu au 1er tour avec 52,63 % des suffrages exprimés, devant Alexis Quessada (UMP) (18,52 %) et Alain Charton (FN) (8,15 %). Le taux de participation est de 49,64 % (4 714 votants sur 9 497 inscrits).

#### Départementales de 2015
À l'issue du 1er tour des élections départementales de 2015, deux binômes sont en ballottage : Lydie Lacou et Gérard Mayaud (Union de la Droite, 28,43 %) et Christelle Jourdain et Laurent Petit (FN, 25,17 %). Le taux de participation est de 54,59 % (7 216 votants sur 13 218 inscrits) contre 53,14 % au niveau départemental et 50,17 % au niveau national.
Au second tour, Lydie Lacou et Gérard Mayaud (Union de la Droite) sont élus avec 67,34 % des suffrages exprimés et un taux de participation de 56,27 % (4 369 voix pour 7 437 votants et 13 216 inscrits).

#### Élections de juin 2021
Le premier tour des élections départementales de 2021 est marqué par un très faible taux de participation (33,26 % au niveau national). Dans le canton de Saint-Gaultier, ce taux de participation est de 37,27 % (4 783 votants sur 12 833 inscrits) contre 35,86 % au niveau départemental. À l'issue de ce premier tour, deux binômes sont en ballottage : Lydie Lacou et Gérard Mayaud (Union des démocrates et indépendants, 40,47 %) et Damien Barré et Claire Leroy (Union à gauche, 22,26 %).
Le second tour des élections est marqué une nouvelle fois par une abstention massive équivalente au premier tour. Les taux de participation sont de 34,36 % au niveau national, 35,86 % dans le département et 36,72 % dans le canton de Saint-Gaultier. Lydie Lacou et Gérard Mayaud (Union des démocrates et indépendants) sont élus avec 64,58 % des suffrages exprimés (2 749 voix pour 4 712 votants et 12 832 inscrits),,.

## Composition

### Composition avant 2015

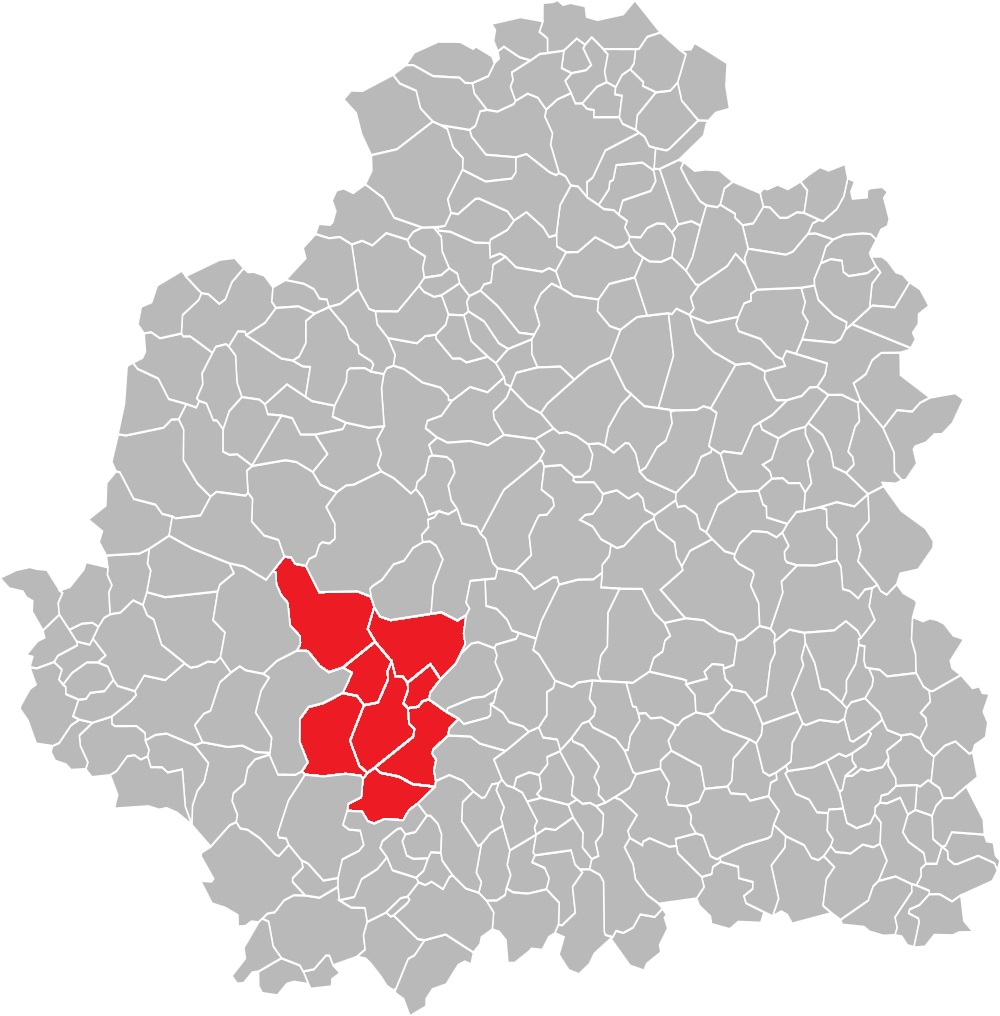
Situation du canton de Saint-Gaultier, dans le département de l'Indre, de 1790 à mars 2015.

Le canton de Saint-Gaultier, d'une superficie de 274,51 km2, était composé de huit communes.
| Nom                        | Code Insee | Codepostal | Superficie (km2) | Population (dernière pop. légale) | Densité (hab./km2) |
| -------------------------- | ---------- | ---------- | ---------------- | --------------------------------- | ------------------ |
| Saint-Gaultier (chef-lieu) | 36192      | 36800      | 9,20             | 1 853 (2012)                      | 201                |
| Chitray                    | 36051      | 36800      | 19,94            | 167 (2012)                        | 8,4                |
| Luzeret                    | 36106      | 36800      | 26,78            | 144 (2012)                        | 5,4                |
| Migné                      | 36124      | 36800      | 56,32            | 283 (2012)                        | 5                  |
| Nuret-le-Ferron            | 36144      | 36800      | 47,29            | 310 (2012)                        | 6,6                |
| Oulches                    | 36148      | 36800      | 43,36            | 411 (2012)                        | 9,5                |
| Rivarennes                 | 36172      | 36800      | 37,41            | 601 (2012)                        | 16                 |
| Thenay                     | 36220      | 36800      | 34,21            | 888 (2012)                        | 26                 |

### Composition après 2015
Le canton de Saint-Gaultier, d'une superficie de 1 106,53 km2, est composé de trente-quatre communes.
| Nom                                    | Code Insee | Intercommunalité                           | Superficie (km2) | Population (dernière pop. légale) | Densité (hab./km2) | Modifier                                    |
| -------------------------------------- | ---------- | ------------------------------------------ | ---------------- | --------------------------------- | ------------------ | ------------------------------------------- |
| Saint-Gaultier (bureau centralisateur) | 36192      | CC Éguzon - Argenton - Vallée de la Creuse | 9,20             | 1 714 (2022)                      | 186                | modifier les données · modifier les données |
| Beaulieu                               | 36015      | CC Marche Occitane - Val d'Anglin          | 7,48             | 51 (2022)                         | 6,8                | modifier les données · modifier les données |
| Bélâbre                                | 36016      | CC Marche Occitane - Val d'Anglin          | 40,14            | 926 (2022)                        | 23                 | modifier les données · modifier les données |
| Bonneuil                               | 36020      | CC Marche Occitane - Val d'Anglin          | 11,41            | 75 (2022)                         | 6,6                | modifier les données · modifier les données |
| Chaillac                               | 36035      | CC Marche Occitane - Val d'Anglin          | 59,79            | 1 031 (2022)                      | 17                 | modifier les données · modifier les données |
| Chalais                                | 36036      | CC Marche Occitane - Val d'Anglin          | 39,65            | 151 (2022)                        | 3,8                | modifier les données · modifier les données |
| La Châtre-Langlin                      | 36047      | CC Marche Occitane - Val d'Anglin          | 27,40            | 503 (2022)                        | 18                 | modifier les données · modifier les données |
| Chazelet                               | 36049      | CC Brenne - Val de Creuse                  | 11,73            | 124 (2022)                        | 11                 | modifier les données · modifier les données |
| Chitray                                | 36051      | CC Brenne - Val de Creuse                  | 19,94            | 173 (2022)                        | 8,7                | modifier les données · modifier les données |
| Dunet                                  | 36067      | CC Marche Occitane - Val d'Anglin          | 9,24             | 103 (2022)                        | 11                 | modifier les données · modifier les données |
| Lignac                                 | 36094      | CC Marche Occitane - Val d'Anglin          | 67,03            | 459 (2022)                        | 6,8                | modifier les données · modifier les données |
| Luant                                  | 36101      | CA Châteauroux Métropole                   | 31,06            | 1 584 (2022)                      | 51                 | modifier les données · modifier les données |
| Luzeret                                | 36106      | CC Brenne - Val de Creuse                  | 26,78            | 155 (2022)                        | 5,8                | modifier les données · modifier les données |
| Mauvières                              | 36114      | CC Marche Occitane - Val d'Anglin          | 23,94            | 307 (2022)                        | 13                 | modifier les données · modifier les données |
| Méobecq                                | 36118      | CC Val de l'Indre - Brenne                 | 35,56            | 366 (2022)                        | 10                 | modifier les données · modifier les données |
| Migné                                  | 36124      | CC Cœur de Brenne                          | 56,32            | 228 (2022)                        | 4,0                | modifier les données · modifier les données |
| Mouhet                                 | 36134      | CC Marche Occitane - Val d'Anglin          | 32,26            | 411 (2022)                        | 13                 | modifier les données · modifier les données |
| Neuillay-les-Bois                      | 36139      | CC Val de l'Indre - Brenne                 | 47,63            | 659 (2022)                        | 14                 | modifier les données · modifier les données |
| Nuret-le-Ferron                        | 36144      | CC Brenne - Val de Creuse                  | 47,29            | 293 (2022)                        | 6,2                | modifier les données · modifier les données |
| Oulches                                | 36148      | CC Brenne - Val de Creuse                  | 43,36            | 420 (2022)                        | 9,7                | modifier les données · modifier les données |
| Parnac                                 | 36150      | CC Marche Occitane - Val d'Anglin          | 46,75            | 511 (2022)                        | 11                 | modifier les données · modifier les données |
| La Pérouille                           | 36157      | CC Brenne - Val de Creuse                  | 21,54            | 435 (2022)                        | 20                 | modifier les données · modifier les données |
| Prissac                                | 36168      | CC Marche Occitane - Val d'Anglin          | 62,83            | 577 (2022)                        | 9,2                | modifier les données · modifier les données |
| Rivarennes                             | 36172      | CC Brenne - Val de Creuse                  | 37,41            | 491 (2022)                        | 13                 | modifier les données · modifier les données |
| Roussines                              | 36174      | CC Marche Occitane - Val d'Anglin          | 22,98            | 358 (2022)                        | 16                 | modifier les données · modifier les données |
| Sacierges-Saint-Martin                 | 36177      | CC Brenne - Val de Creuse                  | 31,17            | 308 (2022)                        | 9,9                | modifier les données · modifier les données |
| Saint-Benoît-du-Sault                  | 36182      | CC Marche Occitane - Val d'Anglin          | 1,80             | 510 (2022)                        | 283                | modifier les données · modifier les données |
| Saint-Civran                           | 36187      | CC Brenne - Val de Creuse                  | 11,61            | 138 (2022)                        | 12                 | modifier les données · modifier les données |
| Saint-Gilles                           | 36196      | CC Marche Occitane - Val d'Anglin          | 7,68             | 92 (2022)                         | 12                 | modifier les données · modifier les données |
| Saint-Hilaire-sur-Benaize              | 36197      | CC Marche Occitane - Val d'Anglin          | 32,61            | 314 (2022)                        | 9,6                | modifier les données · modifier les données |
| Thenay                                 | 36220      | CC Brenne - Val de Creuse                  | 34,21            | 897 (2022)                        | 26                 | modifier les données · modifier les données |
| Tilly                                  | 36223      | CC Marche Occitane - Val d'Anglin          | 14,77            | 138 (2022)                        | 9,3                | modifier les données · modifier les données |
| Vendœuvres                             | 36232      | CC Val de l'Indre - Brenne                 | 96,45            | 1 094 (2022)                      | 11                 | modifier les données · modifier les données |
| Vigoux                                 | 36239      | CC Brenne - Val de Creuse                  | 37,51            | 469 (2022)                        | 13                 | modifier les données · modifier les données |
| Canton de Saint-Gaultier               | 3612       |                                            | 1 106,53         | 16 065 (2022)                     | 15                 | modifier les données                        |

## Démographie

### Démographie avant 2015
| 1962  | 1968  | 1975  | 1982  | 1990  | 1999  | 2006  | 2011  | 2012  |
| ----- | ----- | ----- | ----- | ----- | ----- | ----- | ----- | ----- |
| 5 911 | 5 918 | 5 462 | 4 996 | 4 825 | 4 593 | 4 711 | 4 684 | 4 657 |

### Démographie depuis 2015
En 2022, le canton comptait 16 065 habitants, en évolution de −2,84 % par rapport à 2016 (Indre : −3 %, France hors Mayotte : +2,11 %).
| 2013   | 2018   | 2022   |
| ------ | ------ | ------ |
| 17 053 | 16 354 | 16 065 |